# لكمة العدار (بعدان)

تعديل مصدري - تعديل

لكمة العدار محلة تابعة لقرية الرباط، التابعة لعزلة المنار بمديرية بعدان إحدى مديريات محافظة إب في الجمهورية اليمنية، بلغ تعداد سكانها 35 حسب تعداد اليمن لعام 2004.